# 趙公明
趙公明（ちょうこうめい）は道教の神。黒面で黒虎に跨り金鞭を持つ姿で知られ、現在では元帥神・財神としてのイメージで有名である。来歴の古い神で、古くは疫病を司る瘟神として扱われており、六朝時代の道教経典『真誥』や志怪小説集『捜神記』でその性質が見られる。
財神で黒面という共通点などを理由に、インドのマハーカーラ神、即ち大黒天が変じたとする説もある。

## 捜神記での趙公明
『捜神記』5巻には、病を患い死期の迫った王祐という人物の元に、男が現れる話が収録されている。王祐は男から得度簿（冥土入りの人物の名を記した帳簿）の係を勧められたが、男が幽鬼だと察した王祐は、残される老母の世話を見る者がいないことを理由に断る。王祐の孝行心に感動した男は、彼の病が治るよう祈祷をし、赤い筆を渡して去っていった。「有妖書云 上帝以三将軍趙公明 鍾士季各督數鬼下取人」と、この頃、上帝は趙公明、鍾士季など三将軍に鬼を督し、下界の人間の命を奪わせるという妖書が流布していたという。

## 三教源流捜神大全での趙公明
『三教源流捜神大全（中国語: 三教源流搜神大全）』の『趙元帥』の項では「趙公明 終南山人 頭戴鐵冠 手執鐵鞭 面如黑炭 鬍鬚四張 跨黑虎 授正一玄壇元帥 能驅雷役電 呼風喚雨，除瘟剪瘧 祛病禳災 如遇訟冤伸抑 能解釋公平 買賣求財 宜利合和 無不如意」と趙公明は終南山の人で黒面で黒虎に跨り金鞭を持つ姿で知られ、現在では元帥神・財神と記されている。秦の時代に暴世を避けて山に篭り、玉皇上帝に召されて神霄福帥に封じられた。漢の天師張道陵が仙丹を修練したとき、龍神が玉帝に猛威なる神に張道陵を守護させるよう奏上したため、玉帝は趙公明に正一玄壇元帥の位を授けたという。
またこの記述とは別に五瘟使者の項では、五人の瘟神の中のひとりとして、史文業・張元伯・鐘士貴・劉元達と共に名が挙げられている。

## 封神演義での趙公明
来歴の古い趙公明であるが、現在最も有名なのは明代の神怪小説で商周革命を題材にした『封神演義』のエピソードである。第47回 公明輔佐聞太師では趙公明は峨眉山羅浮洞の仙人で、道友であり商国の太師である聞仲の頼みを受けて商に加担したとされている。趙公明は崑崙十二大師や燃灯道人を次々と圧倒するが、第48回 陸壓獻計射公明では西崑崙の閑人・陸圧道人が持つ釘頭七箭書の力で呪殺された。第99回で姜子牙により、金龍如意正一玄壇真君(金竜如意正一竜虎玄壇真君とも)の位に封じられる。これは正一玄壇元帥の位を授けられたという『三教源流捜神大全』の内容に沿っているが、それ以外のエピソードに関しては『封神演義』独自のものとなっている。
雲霄・瓊霄・碧霄という名の三人の妹がいる。
『封神演義』では瘟神の役割は呂岳とその四人の弟子が担っており、趙公明は瘟神ではなく元帥神としての性質が濃い。
また、『封神演義』の前身である歴史小説『武王伐紂平話』や『春秋列国志伝』では商の武将として描かれており、史元格・姚文亮・鍾士才・劉公遠と共に東征する周軍を阻むエピソードがある。

## 信仰
旧暦1月5日は、玄壇真君（趙公明）が住んでいる天宮玄壇をおり、下界を観察しに降りてくる日だという。そのゆえ商家ではこの日に玄壇真君を祭って、営業を再開し、春節の休みを終わらせる。
旧暦三月十五日は真君の誕生日であり、七月二十二日のzh:財神節は真君得道の日である。
張家界の五雷山には財神殿があり、財神趙公明の神像が一つある。神殿には対聯があり「生財有道務必見利思義，云神無私定然佑善懲奸」と書かれている。意味は「金儲けにも、道徳が必要であり、利益とともに正義を考えるべきである。神は公平であり、善人を守り悪人を懲らしめる」である。

### 中国の風俗
清末の斉や魯（山東省）の一帯では、旧暦1月5日を真君が下界に来る日とした。貧乏なものは多く玄壇真君の絵を金持ちの家まで持って行き、大声で以下の様なzh:打油詩（ユーモアのある詩）を唱え、報酬を求めた。「財神が1月5日に天界から降りてくる。金持ちも貧乏人もみな儲かる。早起きをしてお出迎えをしよう。金銀財宝が家に入ってくる。（財神初五下天臺，富人窮人皆發財，趕早起來搶路頭，金銀財寶進家來。）」

### 台湾の風俗
台湾の民間信仰では、趙公明は「寒単爺」（または「寒丹爺」や「邯鄲爺」等）と尊称される（「寒単」は閩南語での「玄壇」や「邯鄲」の音が訛ったものとも言われる）。台湾人は「寒単爺」は寒がりだと伝える。毎年陰暦の正月では、台湾のいくつかの廟では「炸寒単」が行われる。人に半裸になって手に枝を持ってもらい、趙公明の様子を演じてもらう。信者は爆竹をその人に向かって投げつけ、「寒単爺」が温かいようにして、「寒単爺」の助けを祈る。

## 注
1. ↑   干宝 (中国語), 搜神記/第05卷, ウィキソースより閲覧。
2. ↑  唐先生德剛考證財神趙公明源流
3. ↑   陳仲琳 (中国語), 封神演義/卷047, ウィキソースより閲覧。
4. ↑   陳仲琳 (中国語), 封神演義/卷048, ウィキソースより閲覧。
5. ↑   陳仲琳 (中国語), 封神演義/卷099, ウィキソースより閲覧。